# 16 de enero
El 16 de enero es el 16.º (decimosexto o décimo sexto) día del año en el calendario gregoriano. Quedan 349 días para finalizar el año y 350 en los años bisiestos.

## Acontecimientos
- 1458 a. C.: en Egipto fallece el faraón Hatshepsut a la edad de 50 años, y es enterrado en el Valle de los Reyes.
- 27 a. C.: en Roma, el senado otorga al político Cayo Julio César Octaviano el sobrenombre de Augusto; comienza a ser conocido como César Augusto.
- 378: al norte de la región del Petén, en Guatemala, las fuerzas de Tikal, lideradas por Siyaj Kʼakʼ (Rana Humeante) atacan y vencen a las fuerzas de la ciudad vecina de Uaxactún, lideradas por Átlatl Cauac (Búho Lanzadardos).[1]
- 929: en el sur de España, Abderramán III se proclama califa del califato de Córdoba.
- 1219: en el oeste de Frisia y Groninga sucede la «primera inundación del Día de San Marcelo». Se ahogan unas 36 000 personas.
- 1362: segundo y peor día de la tormenta en el Mar del Norte (segunda inundación del Día de San Marcelo) que barre los Países Bajos, Inglaterra y el norte de Alemania causando entre 40 000 y 100 000 muertes.
- 1493: desde la actual ciudad de Santo Domingo (capital de la República Dominicana), en la isla La Española, el navegante Cristóbal Colón y sus marinos emprenden el viaje de regreso a España.
- 1547: en Rusia, Iván el Terrible se proclama zar.
- 1556: en España, Carlos I cede a su hijo Felipe II la corona de Castilla y Aragón.
- 1605: en Madrid (España) se publica la primera edición de El ingenioso hidalgo don Quijote de La Mancha, de Miguel de Cervantes.
- 1644: en Colombia, un terremoto devasta la aldea de Pamplona.
- 1707: en Escocia se aprueba en el Parlamento el Acta de la Unión con Inglaterra, surgiendo de esta forma un nuevo Estado, al que se le da el nombre de Gran Bretaña.
- 1716: en Madrid el rey Felipe V de España promulga el Decreto de nueva planta para el Principado de Cataluña. Abole de esta manera las leyes e instituciones del territorio y las sustituye por las del Reino de Castilla.
- 1757: en la India, las fuerzas del Imperio maratha derrotan a un ejército de 5000 hombres del Imperio durrani en la batalla de Narela.
- 1780: en el extremo suroeste de Portugal, 190 km al sur de Lisboa ―en el marco de la guerra de Independencia de Estados Unidos― la flota británica vence a la estadounidense en la batalla del cabo de San Vicente.
- 1786: en el estado de Virginia se promulga el Estatuto de libertad religiosa de Thomas Jefferson.
- 1791: en Francia se crea la Gendarmería Nacional.
- 1809: en La Coruña (Galicia) ―en el marco de la Guerra Peninsular― el ejército francés de Napoleón Bonaparte derrota al ejército británico en la batalla de La Coruña.
- 1834: en España, establecimiento de la división judicial del país.
- 1847: en el marco de la expansión hacia el oeste de Estados Unidos, John C. Frémont es nombrado gobernador del nuevo territorio de California.
- 1856: Austria y Rusia firman un acuerdo bilateral durante la guerra ruso-turca.
- 1861: en España comienza a funcionar la comunicación telegráfica submarina entre la península y las Islas Baleares.
- 1862: en la región de Northumberland (Reino Unido), 488 km al norte de Londres, sucede el desastre en la mina de Hartley: 204 niños mueren en una catástrofe minera, lo que provoca un cambio en la legislación británica, que en adelante ―aunque sigue permitiendo el trabajo infantil― exige que las minas de carbón dispongan de dos medios de escape independientes.
- 1869: en México, el presidente Benito Juárez crea por decreto el estado de Hidalgo.
- 1878: en el marco de la guerra ruso-turca (1877-1878), el capitán Aleksandr Burago, con un escuadrón de dragones del ejército imperial ruso, libera la ciudad de Plovdiv del dominio otomano en la batalla de Filipópolis (1208).
- 1883: El Congreso promulga la Ley Pendleton de Reforma de la Administración Pública, por la que se establece la Administración Pública de Estados Unidos.
- 1891: en Estados Unidos, es vencida la última sublevación de los indios dakotas.
- 1900: en Washington (Estados Unidos) el Senado acepta el Tratado anglo-alemán de 1899 por el que el Reino Unido renuncia a sus reclamaciones sobre las islas Samoa.
- 1902: Alemania obtiene la concesión para construir el ferrocarril Konia-Bagdad, en el Imperio otomano.
- 1902: en Reino Unido, los fisiólogos William Maddock Bayliss y Ernest Henry Starling descubren en el duodeno la hormona llamada secretina.
- 1906: comienza la Conferencia de Algeciras en España para solucionar la llamada primera crisis de Marruecos que enfrentaba a Francia con Alemania. Además de estos países participaron España y Reino Unido.
- 1908: en la ciudad de Chicago (Estados Unidos), obreros en huelga organizan graves tumultos.
- 1909: la expedición de Ernest Shackleton afirma haber alcanzado el polo sur magnético (pero la ubicación registrada puede ser incorrecta).
- 1912: en China, el jefe de Gobierno Yuan Shikai resulta ileso en un atentado con bomba.
- 1914: en Rusia, el poeta Máximo Gorki es autorizado a regresar a su país tras ocho años de exilio.
- 1915: en México, el general Eulalio Gutiérrez Ortiz, tras verse manipulado por las tropas de Pancho Villa decidió salir de la capital el 16 de enero de 1915 y trasladar su gobierno a San Luis Potosí, donde declaró a Villa y a Venustiano Carranza traidores del "espíritu revolucionario" y renunció formalmente al cargo el 2 de junio de 1915.
- 1916: en el Cáucaso (Rusia) comienza una gran ofensiva contra los turcos.
- 1919: en Polonia la Asamblea Constituyente confirma al pianista Ignacy Jan Paderewski como jefe de Gobierno.
- 1919: en Europa, los aliados prorrogan el armisticio con Alemania hasta el 16 de febrero.
- 1924: en Querétaro (México) suceden sangrientos choques entre los partidarios de Huerta y los de Calles.
- 1928: en La Habana (Cuba) se inaugura la VI Conferencia Panamericana en donde se aprueba el Código de Derecho Internacional Privado.
- 1929: Paraguay comunica a Bolivia que todas las fuerzas paraguayas han sido desmovilizadas.
- 1939: en el contexto de la guerra civil española, el gobierno republicano ordena armar a todos los ciudadanos en estado de combatir y la militarización de todas las industrias de Barcelona, que se encontraba muy cerca de ser alcanzada por el ejército sublevado.
- 1941: en Segunda Guerra Mundial, se inician los ataques aéreos nazis contra Malta, con lo que comienza la guerra en el Mediterráneo.
- 1941: Chile y Bolivia firman un pacto de no agresión.
- 1943: en Alemania, primer ataque aéreo aliado contra Berlín desde finales de 1941.
- 1944: en Reino Unido, el general estadounidense Dwight D. Eisenhower llega a Londres para ponerse al frente de las tropas que lucharán en Europa en la Segunda Guerra Mundial.
- 1946: en Reino Unido, el niño prodigio español Arturo Pomar gana el torneo de ajedrez de Londres.
- 1952: en México se crea el estado de Baja California.
- 1956: en Egipto, por mandato constitucional, el islam se convierte en la religión oficial.
- 1957: en Estados Unidos, aviones de reacción realizan el primer vuelo de circunvalación del mundo sin escalas.
- 1961: en Manizales (Colombia), se refunda el equipo de fútbol Once Caldas.
- 1962: en República Dominicana, un golpe de Estado depone al presidente, Joaquín Balaguer, e instaura una Junta de Gobierno por 48 horas.
- 1966: en La Habana (Cuba), las 27 delegaciones latinoamericanas que participan en la Primera Conferencia Tricontinental acuerdan ―por iniciativa del socialista chileno Salvador Allende― la creación de la Organización Latinoamericana de Solidaridad (OLAS), que convoca a los pueblos latinoamericanos a «hacer de la cordillera de los Andes una gigantesca Sierra Maestra tricontinental».
- 1968: en Guatemala, estado de emergencia tras la muerte de dos militares estadounidenses en un atentado guerrillero.
- 1969: en Praga (Checoslovaquia) el estudiante Jan Palach se prende fuego en la Plaza de Wenceslao, en protesta por la ocupación soviética de su país y la supresión de las libertades individuales.
- 1969: la URSS realiza con éxito la primera maniobra de acoplamiento de dos naves espaciales tripuladas.
- 1970: en La Paz (Bolivia) suceden grandes manifestaciones para apoyar al presidente Alfredo Ovando Candía.
- 1971: en Chile, fracasa un atentado para asesinar al presidente socialista Salvador Allende.
- 1973: en España, un comando de la banda terrorista vasca ETA secuestra en Pamplona al industrial Felipe Huarte.
- 1975: en Portugal, se firma en Lisboa el acuerdo para la independencia de Angola.
- 1975: en Chile, el cardenal Raúl Silva Henríquez sufre un atentado en Chile.
- 1975: en Argentina, se incorpora el primero de los cinco Fokker F28 Fellowship (TC-51) que adquiere la Fuerza Aérea Argentina como dotación de la I Brigada Aérea.[2]
- 1979: el Sha de Irán, Mohamed Reza Pahlevi, parte al exilio.
- 1984 en Cataluña, España, tras 5 meses y 6 días en pruebas, arranca la programación regular en catalán de TV3.
- 1985: en Israel, el gobierno decide retirar sus tropas del Líbano en tres fases.
- 1987: en China, dimite Hu Yaobang, secretario del Partido Comunista chino. Le sustituye Zhao Ziyang.
- 1989: el Consejo de Seguridad de las Naciones Unidas aprueba por unanimidad el plan para la independencia de Namibia y pide al gobierno de Sudáfrica que reduzca su presencia militar en ese territorio.
- 1991: en Washington D. C., el presidente George H. W. Bush ordena el comienzo de la guerra del Golfo con la operación Tormenta del Desierto. Inicio de los bombardeos aéreos sobre Bagdad.
- 1992: en el Castillo de Chapultepec de México se firman los Acuerdos de Paz entre el Gobierno de El Salvador y la guerrilla del FMLN que terminan con doce años de guerra civil en ese país.
- 2001: en las islas Galápagos, el buque Jessica se vara frente a Puerto Baquerizo Moreno.
- 2003: desde Cabo Cañaveral despega el transbordador espacial Columbia, que se destruirá en la reentrada 16 días más tarde.
- 2005: En España se estrena la serie Aída en Telecinco.
- 2006: Adam Copeland gana su primer WWE Championship.
- 2015: Tras 12 años desaparecida en Marte, la sonda espacial europea Beagle 2 es encontrada con la ayuda de imágenes tomadas por el Mars Reconnaissance Orbiter de la NASA.[3]
- 2025: El ELN inicia combates contra las disidencias de las FARC en la Región del Catatumbo tras años de paz provocando miles de desplazados y decenas de muertos en la región.[4]

## Nacimientos
- 1245: Edmundo de Lancaster, aristócrata y político inglés (f. 1296).

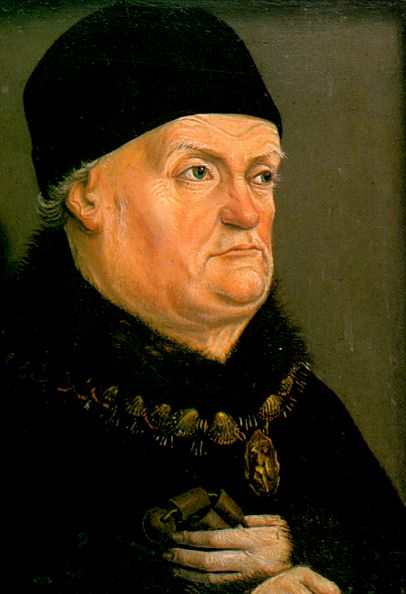
Renato I.

- 1409: Renato I, rey napolitano (f. 1480).
- 1500: Antonio Musa Brassavola, físico, médico y botánico italiano (f. 1554).
- 1562: Juan de Torres Osorio, religioso español (f. 1633).
- 1616: Francisco de Beaufort, aristócrata francés (f. 1669).
- 1675: Louis de Rouvroy, duque de Saint-Simon, escritor francés (f. 1755).
- 1728: Niccolò Piccinni, compositor italiano (f. 1800).
- 1733: Jean Baptiste Antoine Suard, escritor francés (f. 1817).
- 1745: Antonio José de Cavanilles, botánico y científico español (f. 1804).
- 1749: Vittorio Alfieri, dramaturgo y poeta italiano (f. 1803).
- 1763: François Joseph Talma, director y actor francés (f. 1836).
- 1821: John C. Breckinridge, político y militar estadounidense (f. 1875).
- 1825: George Edward Pickett, militar estadounidense (f. 1875).
- 1826: Mariano Escobedo, militar y político mexicano (f. 1902).
- 1836: Francisco II, rey de las Dos Sicilias (f. 1894).
- 1838: Franz Brentano, filósofo alemán (f. 1917).
- 1853: André Michelin, industrial e inventor francés (f. 1931).
- 1870: Aurelio Cabrera Gallardo, escultor, profesor, ilustrador y arqueólogo español (f. 1936).
- 1872: Edward Gordon Craig, director de teatro británico (f. 1966).

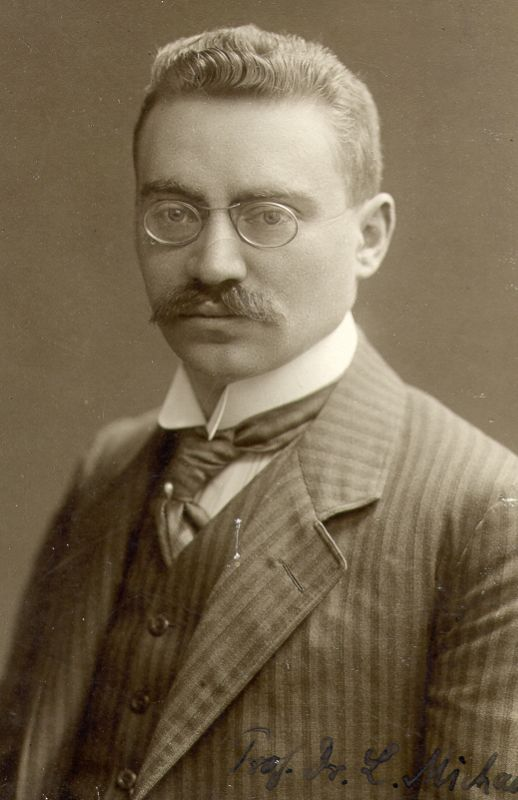
Leonor Michaelis.

- 1875: Leonor Michaelis, bioquímico y físico alemán (f. 1947).
- 1877: Marcelo Adrián Obregón, militar español y uno de los últimos de Filipinas (f. 1939).
- 1882: Ernestina Lecuona, compositora, pianista y docente cubana (f. 1951).
- 1885: Práxedis W. Caballero, militar mexicano (f. 1940).
- 1897: Carlos Pellicer, escritor y poeta mexicano (f. 1977).
- 1898: Irving Rapper, cineasta estadounidense (f. 1999).
- 1900: Pepe Arias, actor argentino (f. 1967).
- 1900: Edith Frank-Holländer, ciudadana judía alemana, madre de Anne Frank (f. 1945).

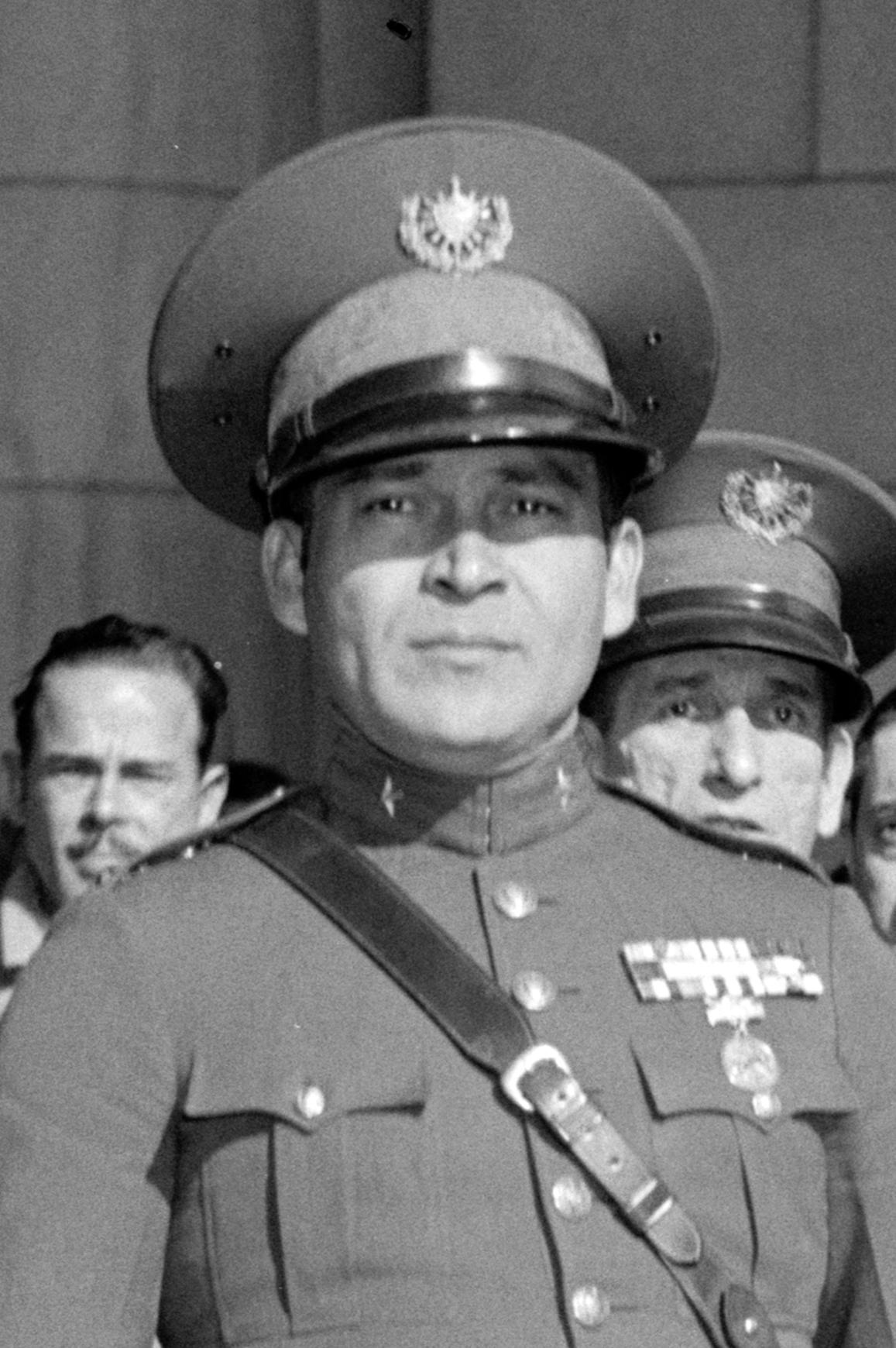
Fulgencio Batista.

- 1901: Fulgencio Batista, militar y político cubano, presidente de Cuba entre 1940 y 1944 y tirano entre 1952 y 1959 (f. 1973).
- 1901: Rosita Quiroga, cantante y tanguera argentina (f. 1984).
- 1901: Frank Zamboni, inventor estadounidense (f. 1988).
- 1902: Eric Liddell, atleta británico (f. 1945).
- 1903: Eduardo Braun-Menéndez, fisiólogo argentino nacido en Chile (f. 1959).
- 1905: Ernesto Halffter, compositor español (f. 1989).

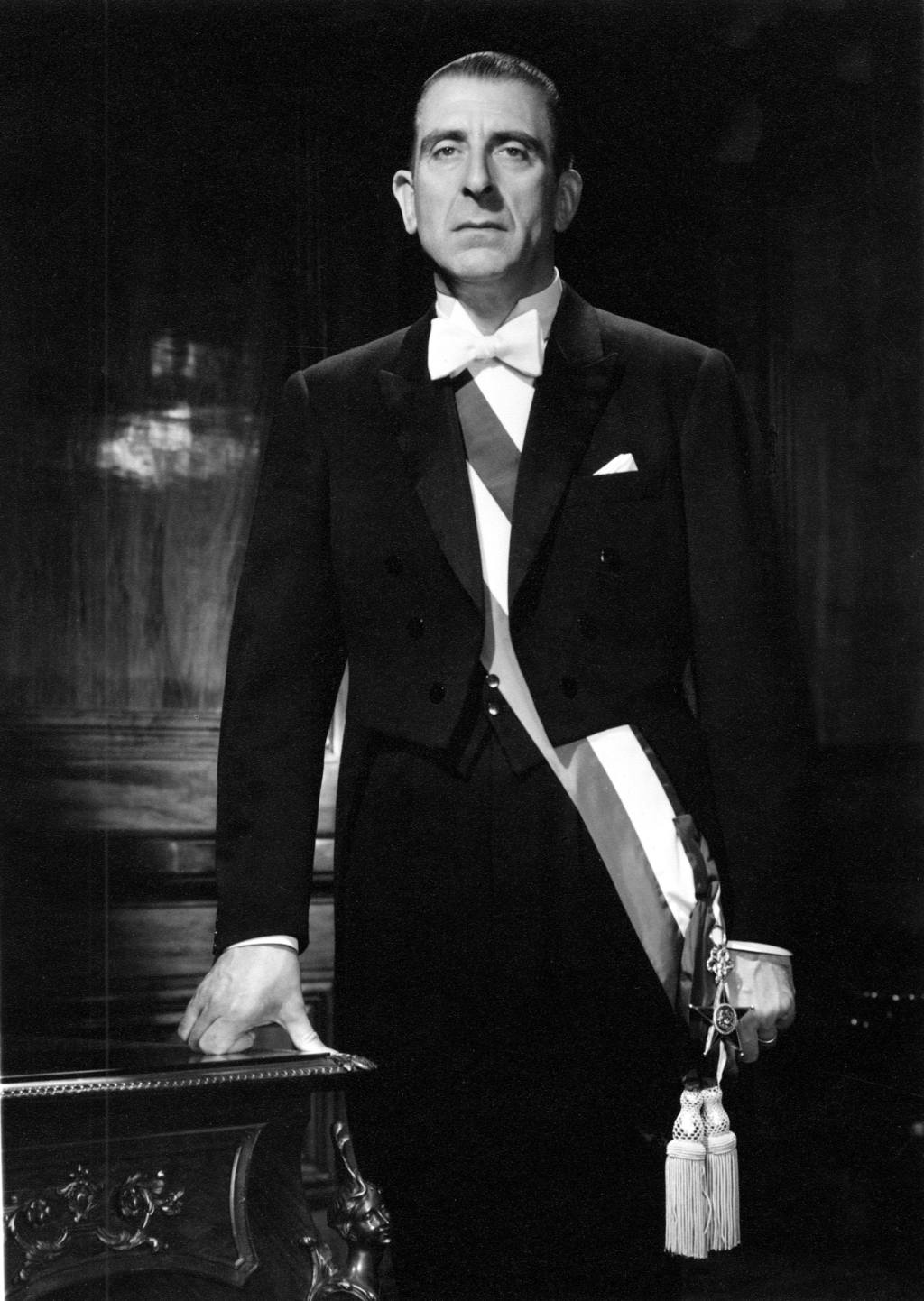
Eduardo Frei Montalva.

- 1911: Eduardo Frei Montalva, político chileno, presidente de Chile entre 1964 y 1970 (f. 1982).
- 1911: Manuel Martins (Roberto Quiroga), cantante de tango y actor argentino (n. 1965).
- 1912: Fernando Benítez, escritor y periodista mexicano (f. 2000).
- 1914: Ralph Pappier, cineasta argentino de origen chino (f. 1998).
- 1917: Giorgio Colli, filósofo e historiador italiano (f. 1979).
- 1918: Marcelo González Martín, cardenal español (f. 2004).
- 1920: Josep Gonzalvo, futbolista español (f. 1978).
- 1924: Eugenio Giner, historietista español (f. 1994).
- 1924: Francisco Panchito Hernández, futbolista mexicano (f. 2011).
- 1924: Guillermo Gallo, médico veterinario y militar argentino, cómplice de la dictadura cívico-militar argentina (1976-1983) como interventor de la Universidad Nacional de La Plata (f. 2008)

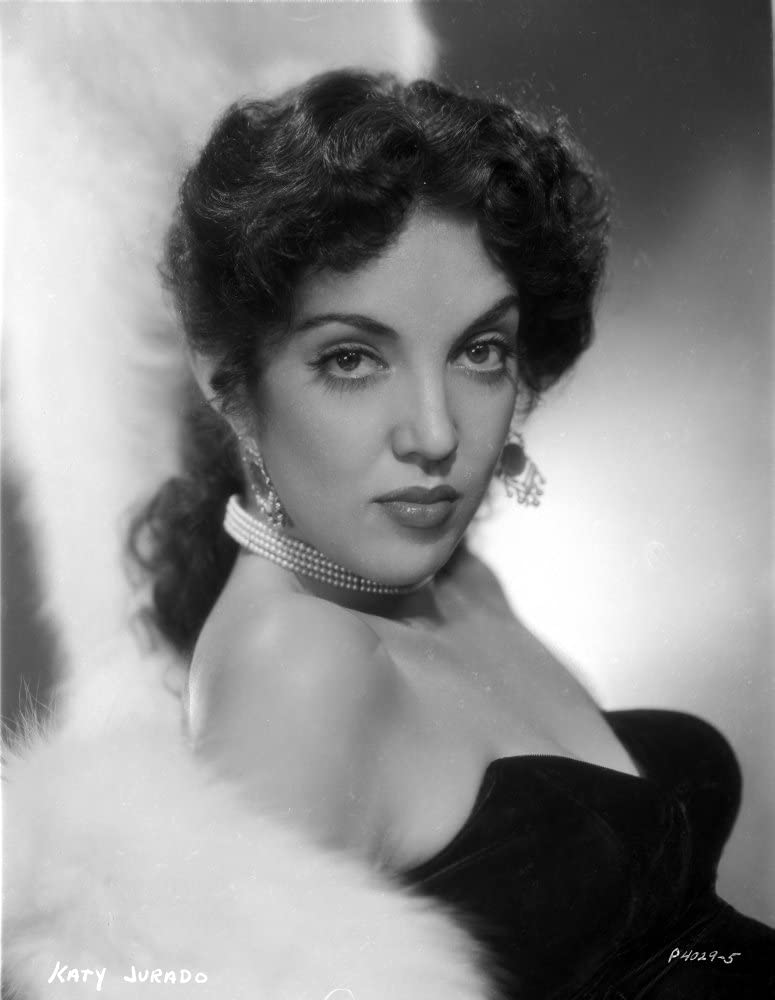
Katy Jurado.

- 1924: Katy Jurado, actriz mexicana (f. 2002).
- 1926: Tandarica (Alexander Veterany), actor y humorista argentino de origen rumano (f. 1995).
- 1928: Pilar Lorengar, soprano española (f. 1996).
- 1928: Amelita Vargas, actriz y bailarina cubana (f. 2019).
- 1930: Rogelio Groba, músico y compositor español (f. 2022).

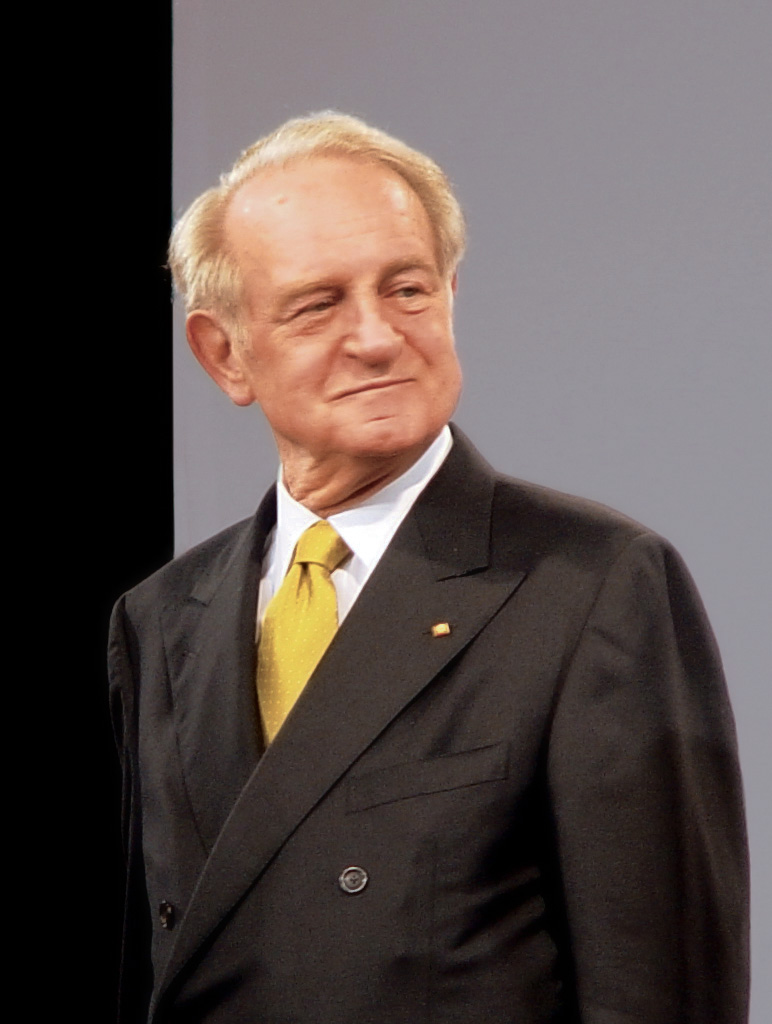
Johannes Rau.

- 1931: Johannes Rau, político alemán, presidente de Alemania entre 1999 y 2004 (f. 2006).
- 1932: Dian Fossey, zoóloga estadounidense (f. 1985).
- 1932: Mike Ribas, pianista, arreglista y compositor argentino de origen español (f. 2009).
- 1933: Julio Medina, actor colombiano.
- 1933: Susan Sontag, escritora estadounidense (f. 2004).
- 1934: Marilyn Horne, mezzosoprano estadounidense.
- 1935: A. J. Foyt, piloto y dueño de equipo de automovilismo estadounidense.
- 1936: Mario Sánchez, actor y humorista argentino (f. 2007).
- 1939: Ralph Gibson, fotógrafo estadounidense.
- 1940: Franz Müntefering, político alemán.
- 1940: Roberto Roena, bailarín de salsa y bongocero puertorriqueño (f. 2021).
- 1942: René Angélil, cantante canadiense (f. 2016).
- 1942: Nicole Fontaine, política francesa (f. 2018).
- 1943: Brian Ferneyhough, compositor británico.
- 1944: Jill Tarter, astrónoma estadounidense.
- 1945: Betty Missiego, cantante española.
- 1946: Kabir Bedi, actor indio.
- 1948: John Carpenter, cineasta estadounidense.
- 1948: Gregor Gysi, político alemán.
- 1948: Xavier Marc, actor, director y docente mexicano (f. 2022).
- 1949: Jorge Velasco Mackenzie, escritor ecuatoriano (f. 2021).
- 1950: Debbie Allen, actriz y coreógrafa estadounidense.
- 1952: Fuad II, aristócrata egipcio, rey entre 1952 y 1953.
- 1954: Morten Peter Meldal, químico danés, premio nobel de química 2022.
- 1954: Pedro Mari Sánchez, actor español.
- 1956: Mohamed Ali Rashwan, yudoca egipcio.
- 1956: Martin Jol, futbolista y entrenador neerlandés.
- 1957: Ricardo Darín, actor argentino.
- 1958: Anatoli Boukreev, escalador ruso (f. 1997).
- 1958: Paolo el Roquero (Jorge Montejo), actor y cómico argentino.
- 1958: Tony Pulis, futbolista y entrenador británico.
- 1959: Sade Adu, cantante nigeriana expatriada en el Reino Unido.
- 1959: Ramón María Calderé, futbolista y entrenador de fútbol español.
- 1960: Luis de Guindos, economista y político español.
- 1961: José Manuel Ochotorena, futbolista español.
- 1963: Simon Johnson, economista británico-estadounidense, premio nobel de economía en 2024.
- 1963: James May, copresentador del programa británico de la banda Top Gear.
- 1966: Miguel Ángel Mancera, político mexicano.
- 1966: Carlos Sousa, piloto portugués de rally.
- 1967: Alberto Puig, piloto de motos español.
- 1969: Dead (Per Yngve Ohlin), cantante sueco de la banda Mayhem (f. 1991).
- 1969: Roy Jones Junior, boxeador estadounidense.
- 1969: Cruz Pérez Cuéllar, político mexicano.
- 1970: Garth Ennis, historietista irlandés.
- 1971: Sergi Bruguera, tenista español.
- 1971: Francisco Pérez-Bannen, actor chileno
- 1971: Armando Ribeiro, futbolista español.
- 1974: Mattias Jonson, futbolista sueco.
- 1974: Lisa M, cantante puertorriqueña.
- 1974: Àngel Llàcer, actor, showman y presentador español.
- 1974: Kate Moss, modelo británica.
- 1974: Juan Jacinto Muñoz Rengel, escritor español.
- 1974: Mónica García Gómez, anestesista y política española.
- 1975: Joe Fernández, astrólogo, cantautor, empresario y escritor argentino.
- 1977: Jeff Foster, baloncestista estadounidense.
- 1977: Ariel Zeevi, yudoca israelí.
- 1978: Koldo Gil, ciclista español.
- 1978: Manskee, cantautor filipino.
- 1979: Aaliyah, cantante estadounidense (f. 2001).
- 1979: Mark Anthony Fernández, actor filipino.
- 1979: Erik Korchaguin, futbolista ruso.
- 1980: Seydou Keita, futbolista maliense.
- 1980: Lin-Manuel Miranda, compositor y actor estadounidense.
- 1980: Albert Pujols, beisbolista dominicano.
- 1980: Michelle Wild, actriz húngara.
- 1981: Aruna, cantautora estadounidense.
- 1981: David García de la Cruz, futbolista español.
- 1981: Nick Valensi, guitarrista estadounidense de la banda The Strokes.
- 1981: Bobby Zamora, futbolista británico.
- 1982: Jonathan Fabbro, futbolista argentino.
- 1983: Emanuel Pogatetz, futbolista austriaco.
- 1983: Andriy Rusol, futbolista ucraniano.
- 1984: Stephan Lichtsteiner, futbolista suizo.
- 1985: Julio Barroso, futbolista argentino.
- 1985: Pablo Zabaleta, futbolista argentino.
- 1986: Paula Pareto, yudoca argentina.
- 1986: Gustavo Rodas,  futbolista argentino.
- 1986: Milan Škoda, futbolista checo.
- 1986: Reto Ziegler, futbolista suizo.
- 1987: Angel Karamoy, cantante indonesia.
- 1987: Greivis Vásquez, baloncestista venezolano.
- 1988: Nicklas Bendtner, futbolista danés.
- 1988: FKA Twigs, cantante británica.
- 1989: Agustín Laje, escritor, politólogo y conferencista argentino de derecha.
- 1992: Pablo Corral, futbolista chileno.
- 1993: WRS, cantante rumano, representante de Rumanía en el Festival de la Canción de Eurovisión 2022.
- 1996: Enzo Copetti, futbolista argentino.
- 1996: Zhou Qi, baloncestista chino.
- 1996: Jennie, rapera y cantante surcoreana, integrante del grupo Blackpink.
- 1997: Pau Torres, futbolista español.
- 1998: Iona Fyfe, cantante británico-escocesa.
- 1998: Seungkwan, cantante surcoreano, integrante del grupo Seventeen.
- 2002: Elisa Durán, futbolista chilena.
- 2004: Samuel Mbangula, futbolista belga.

## Fallecimientos
- 309: Marcelo I, papa de la Iglesia católica entre el 308 y el 309 (n. ¿?).
- 399: Nintoku, 16.º emperador japonés (n. 313).
- 1391: Muhammad V de Granada, sultán de Granada (n. 1339).
- 1606: Baltasar del Alcázar, poeta español (n. 1530).
- 1635: Mariana de Jesús Torres, monja y fundadora del 1.º Convento Concepcionista en América (n. 1563).
- 1710: Higashiyama, 113.º emperador japonés (n. 1675).
- 1794: Edward Gibbon, historiador británico (n. 1737).
- 1809: John Moore, general británico (n. 1761).
- 1846: José María Calatrava, político y jurista español (n. 1781).
- 1879: Lorenzo Salvi, tenor italiano (n. 1810).
- 1883: Antonio López y López, naviero español (n. 1817).
- 1885: Edmond About, escritor francés (n. 1828).
- 1886: Amilcare Ponchielli, compositor italiano (n. 1834).
- 1891: Léo Delibes, compositor francés (n. 1836).
- 1901: Arnold Böcklin, pintor suizo (n. 1827).
- 1916: Lindor Pérez Gacitúa, militar chileno (n. 1854).
- 1917: George Dewey, almirante estadounidense (n. 1837).
- 1919: Francisco de Paula Rodrigues Alves, político brasileño (n. 1848).
- 1934: Rubén Martínez Villena, político cubano (n. 1899).
- 1938: Sharat Chandra Chattopadhyay, novelista indio en lengua bengalí (n. 1876).
- 1942: Carole Lombard, actriz estadounidense (n. 1908).
- 1950: Gustav Krupp, industrial y financiero alemán (n. 1870).
- 1957: Arturo Toscanini, director de orquesta italiano (n. 1867).

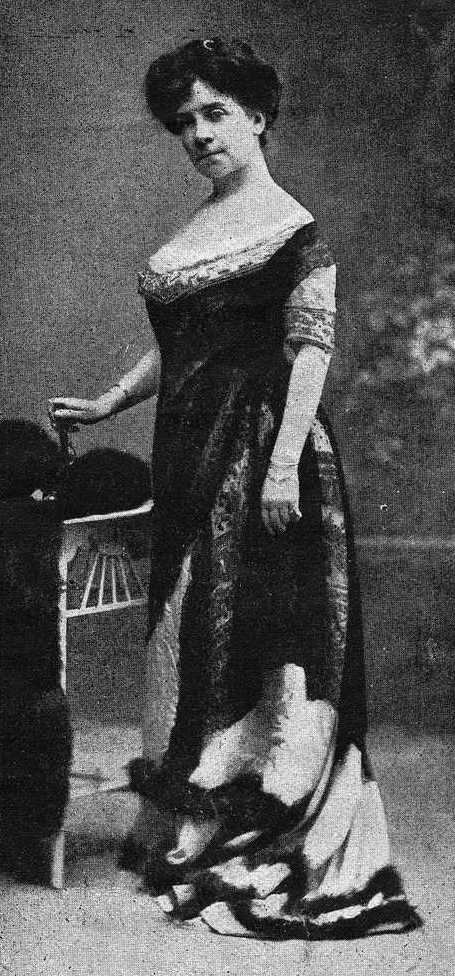
Sofía Casanova

- 1958: Sofía Casanova, periodista, poetisa y novelista, primera española corresponsal permanente en un país extranjero y corresponsal de guerra (n.1851)
- 1959: Eduardo Braun-Menéndez, fisiólogo argentino (n. 1903).
- 1962: Emilio Madero, militar mexicano (n. 1880).
- 1967: Robert J. Van de Graaff, físico estadounidense (n. 1901).
- 1969: Vernon Duke, cantante estadounidense (n. 1903).
- 1970: Francisco Cossío, pintor español (n. 1898).
- 1971: Philippe Thijs, ciclista belga (n. 1890).
- 1972: Gregorio Modrego, sacerdote español (n. 1890).
- 1973: Nellie Yu Roung Ling, bailarina china (n. 1889).
- 1979: Ted Cassidy, actor estadounidense (n. 1932).
- 1980: Benjamín Palencia, pintor español (n. 1894).
- 1981: Bernard Lee, actor británico (n. 1908).
- 1982: Ramón J. Sender, escritor español (n. 1901).
- 1986: Jean Cassou, escritor e hispanista francés (n. 1897).
- 1987: María Dhialma Tiberti, escritora argentina (n. 1928).
- 1993: Glenn Corbett, actor estadounidense (n. 1933).
- 1993: Jón Páll Sigmarsson, halterófilo islandés (n. 1960).
- 1997: Romano Amerio, historiador de la filosofía y teólogo suizo, crítico de Concilio Vaticano II (n. 1905).
- 1997: Juan Landázuri Ricketts, cardenal peruano (n. 1913).
- 1998: Emil Sitka, actor estadounidense (n. 1914).
- 2001: Laurent-Désiré Kabila, guerrillero, político y presidente congoleño entre 1997 y 2001 (n. 1939).
- 2002: Alfonso del Real, actor español (n. 1916).
- 2004: Melchor Ángel Posse, médico y político argentino (n. 1932).
- 2004: Kalevi Sorsa, primer ministro finlandés (n. 1930).
- 2005: Agustín González, actor español (n. 1930).
- 2007: Bo Yibo, político chino (n. 1908).
- 2007: Rudolf August Oetker, empresario alemán (n. 1917).
- 2008: Pierre Lambert, político francés (n. 1920).
- 2009: Andrew Wyeth, artista estadounidense (n. 1917).
- 2011: Alcides Silveira, futbolista uruguayo (n. 1938).
- 2011: Augusto Algueró, compositor, arreglista y director de orquesta español (n. 1934).[3]
- 2012: Juan Carlos Pérez López, futbolista español (n. 1945).
- 2012: Gustav Leonhardt, clavecinista, musicólogo y director de orquesta (n. 1928).
- 2013: Noé Hernández, marchista y medallista olímpico mexicano (n. 1978).[5]
- 2014: Russell Johnson, actor estadounidense (n. 1924).
- 2017: Gene Cernan, aviador naval, ingeniero aeronáutico, piloto de combate y astronauta estadounidense (n. 1934)
- 2018: Jo Jo White, baloncestista estadounidense (n. 1946).
- 2019: John Bogle, inversor, magnate de negocios y filántropo estadounidense (n. 1929).
- 2020: Efraín Sánchez, futbolista y director técnico colombiano (n. 1926).
- 2021: Claudia Montero, compositora argentina (n. 1962).
- 2021: Phil Spector, músico y productor estadounidense (n. 1939).
- 2022: Ibrahim Boubacar Keïta, político maliense, presidente de Malí entre 2013 y 2020 (n. 1945).
- 2023: Gina Lollobrigida, actriz, fotoperiodista y política italiana (n. 1927).
- 2025: Bob Uecker, beisbolista estadounidense (n. 1934).
- 2025: Joan Plowright, actriz británica (n. 1929).
- 2025: Piero Coen Montealegre, empresario y diplomático nicaragüense (n. 1942).

## Celebraciones
- Día Mundial de los Beatles. Esta es una de las celebraciones. Recuerda la fecha de la inauguración del Cavern Club en 1961, el famoso club de Liverpool donde los Beatles debutaron y dieron sus primeros pasos.
(en inglés: Beatles Day).
Además, a los Beatles se les rinde homenaje otros días:
  - 6 de julio: Se celebra el día de 1957 en el cual se conocieron John Lennon y Paul McCartney, los fundadores de la banda.
  - 10 de julio: Se celebra el día de 1964 cuando la banda regresa triunfante a Liverpool desde Estados Unidos.

Gastronomía
- Día Internacional de la Comida Picante. Esta celebración rinde homenaje a los condimentos que añaden un toque picante a la comida, celebrando su uso en la gastronomía mundial y su valor medicinal desde la antigüedad.

- Día Internacional de la Croqueta.[6]

 Por países
(Por orden alfabético)
- Angola: 
  - Día de la Independencia.

- Benín: 
  - Día de los Mártires.

- El Salvador: 
  - Conmemoración de la Firma de los Acuerdos de Paz.

- Estados Unidos: 
  - Día del Recuerdo de la Prohibición. En los Estados Unidos fue una prohibición constitucional a nivel nacional de la producción, importación, transporte y venta de bebidas alcohólicas desde 1920 hasta 1933. La enmienda fue bastante controvertida durante sus 13 años de vigencia y la presión pública finalmente llevó a su derogación. En general, el consumo de alcohol disminuyó durante el período de la Prohibición, las tasas de cirrosis disminuyeron y las admisiones en hospitales psiquiátricos por problemas relacionados con el alcohol disminuyeron.
(en inglés: Prohibition Remembrance Day).
  - Día Nacional de la Libertad Religiosa. En el aniversario de la aprobación en 1876 por la Asamblea General de Virginia, del Estatuto de Libertad Religiosa de este estado, que sirvieron de inspiración para la Primera Enmienda a la Constitución de los Estados Unidos, la cual afirma nuestro derecho a escoger y profesar la fe sin coerción ni represalia del Gobierno.
(en inglés: National Religious Freedom Day).
  - Día de la Barra o Rollo de Higo Newton («Fig roll»).[7]Un fig roll o fig bar (literalmente "barra o rollo de higo") es un pastel que consiste en un rollo dulce relleno de pasta de higo en el medio. El rollo de higo moderno y su popularidad masiva se pueden remontar al desarrollo de la producción industrial por el estadounidense Charles Roser en 1892, ahora comercializado por Nabisco como el Fig Newton.
(en inglés: National Fig Newton Day).
  - Día de la Quinua.
(en inglés: National Quinoa Day).
  - Día del Buen Adolescente.[8]
(en inglés: National Good Teen Day).

- República Democrática del Congo: 
  - Día del Héroe.[9]

- Rusia: 
  - Festival Ruso de Invierno.

Religiosas
- Budismo: Shinran.

### Santoral católico
- San Marcelo I, papa (309).

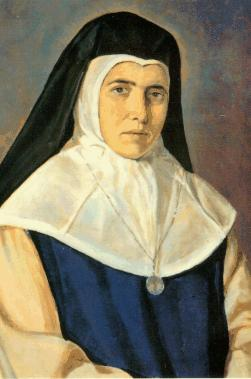
Beata Juana María Condesa Lluch, fundadora de la Congregación Religiosa Esclavas de María Immaculada.

- San Danacto o Danax de Aulona, mártir (s. inc.).
- San Melas de Rinocorurua, obispo (c. 390).
- San Honorato de Arlés, obispo (429).
- San Jacobo de Tarantasia, obispo (s. V).
- San Tiziano de Oderzo, obispo (s. V).
- San Leobato de Sennevières, abad (s. V).
- San Triverio de Dombes, presbítero y eremita (c. 550).
- San Furseo de Lagny, abad (1105).
- Santa Juana de Bagno di Romagna, virgen (1105).
- Santos Berardo, Otón, Pedro, Acursio y Aiuto de Marrakech, mártires (1226).
- Beato José Vaz, presbítero (1711).
- Beato José Antonio Tovini (1897).
- Beata Juana María Condesa Lluch, virgen (1916). (imagen ilustrativa).

 Por países
(Por orden alfabético)
- España: 
  - Festividad de San Fulgencio, Patrono de la Diócesis de Cartagena.